# منشور جنبش سبز
منشور جنبش سبز یک بیانیه است که میرحسین موسوی در آن اهداف، راهکارها و هویت جنبش سبز را شرح داده و آن را به عنوان متنی پیشنهادی برای جنبش سبز ارائه کرده‌است. ویراست اول این بیانیه در تاریخ ۲۵ خرداد ۱۳۸۹ به مناسبت سالروز انتخابات ریاست جمهوری منتشر شد. ویراست دوم منشور جنبش سبز، در تاریخ ۳ اسفند ۱۳۸۹ منتشر شد که نسخه بازنگری شده ویراست اول است. این بیانیه را شورای هماهنگی راه سبز امید پس از انتشار خبر حصر خانگی یا انتقال رهبران جنبش سبز به مکانی نامعلوم با امضای میرحسین موسوی و مهدی کروبی منتشر کرد.

## ویراست اول
در این بیانیه پس از اشاره به ریشه‌ها و اهداف جنبش سبز، کرامت انسان‌ها و پرهیز از خشونت، عدالت، آزادی و برابری، قانون گرایی و مذاکره به عنوان ارزش‌های این جنبش برشمرده شده و هویت جنبش سبز برآیندی از گنجینه ایرانی- اسلامی و حق حاکمیت مردم معرفی شده‌است. در این متن راهکارهایی برای آینده جنبش نیز پیشنهاد شده‌است. میرحسین موسوی هدف از انتشار این بیانیه را «هماهنگی و همدلی بیشتر و تقویت هویت مشترک جنبش سبز» عنوان کرده‌است.

## ویراست دوم
در ویراست دوم منشور جنبش سبز که نسخه کامل تر و بازنگری شده ویراست اول است، بر حقوق زنان و اقلیت‌ها تأکید شده‌است.

## تفاوت دو ویراست منشور جنبش سبز
ضمن آن که ویراست دوم منشور جنبش سبز نسخهٔ کامل‌تر ویراست اول است، تغییراتی نیز در متن آن مشاهده می‌شود.
- هر ویراست یک مقدمه دارد در ویراست اول مقدمه دارای آیه قرآن است ولی ویراست دوم چنین چیزی ندارد.
- در نسخهٔ اول در تعریف جنبش سبز، جنبش سبز یک جنبش ایرانی-اسلامی معرفی شده‌است. در ویراست دوم این عبارت تبدیل به عبارت اسلامی -ایرانی شده
- در جملهٔ «جنبش سبز با پذیرش تکثر درون جنبش بر استمرار حضور دین رحمانی سرشار از رحمت، شفقت، معنویت، اخلاق و تکریم انسان تأکید دارد و راه تقویت ارزش‌های دینی در جامعه را تحکیم وجه اخلاقی و رحمانی دین مبین اسلام و نظام جمهوری اسلامی ایران می‌داند.» در نسخهٔ اول، «دین مبین اسلام و نظام جمهوری اسلامی» به «بینش و کنش پیروان همة ادیان توحیدی کشور» در ویراست دوم تبدیل شده‌است.[۴]

برخی این تغییرات را برای کمرنگ کردن صبغهٔ دینی و فراگیرتر شدن جنبش سبز دانسته‌اند.

## دیدگاه‌ها

### مخالف
- روزنامه کیهان ضمن تشکیک در هویت شورای هماهنگی راه سبز امید، منشور جنبش سبز را نشانه‌ای از به هم ریختگی اپوزیسیون ایران دانسته و از آن به عنوان «وصیت نامه دست اندرکاران به آخر خط رسیده فتنه سبز» یاد کرده‌است.[۵]
- پایگاه خبری جوان انتشار بیانیه هجدهم میرحسین موسوی و نسخه اولیه منشور جنبش سبز را «دور جدیدی از فتنه» دانسته که «در حوزه مجازی و شبکه‌های اجتماعی، اسلامیت  نظام را هدف گرفته است.»[۶]
- سایت گرداب با قراردادن بخشی از برنامه خبری بی‌بی‌سی فارسی، تغییرات دو ویراست را اقدامی در جهت «کم‌رنگ کردن نقش دین» دانسته‌است.[۷]

### موافق
- سازمان مجاهدین انقلاب اسلامی ضمن استقبال از این منشور (ویراست اول)، آن را «گامی ضروری و ارزشمند در این راه تلقی شده و نشان دهنده وجود عنصر آگاهی و عقلانیت در جنبش و کوشش برای عدم تکرار برخی از کمبودها و نارسایی‌های حرکت‌های گذشته» دانسته و به همه افراد، احزاب و گروه‌ها توصیه کرده پیشنهادهای خود را برای اصلاح آن با جنبش سبز، اصلاح طلبان و رهبران آن در میان بگذارند.[۸]
- حمید دباشی، استاد جامعه‌شناسی دانشگاه کلمبیا، در گفتگویی با سایت کلمه، ویراست دوم منشور جنبش سبز را «مهمترین و مترقی‌ترین مدارک تاریخی سی سال گذشته» ایران قلمداد کرده و آن را «بیانگر خواسته‌های میانگین معتبری از نیروهای اپوزیسیون» دانسته‌است. با این حال تأکید کرده‌است که منشور جنبش سبز «وحی منزل» نیست و می‌تواند مورد تجدید نظر قرار بگیرد.[۹]